# 77-я бригада (Великобритания)
77-я бригада (англ. 77th Brigade) — киберформирование Британской армии, задачей которого является круглосуточный мониторинг СМИ и социальных сетей, проведение психологических операций в социальных сетях и обнаружение ненасильственных методов ведения войн.
Численность около 1500 человек, из которых 440 — кадровые военные, имеющие опыт в журналистике и понимание работы социальных сетей; остальные — резервисты, активные пользователи Facebook и Twitter. Место дислокации — Казармы Денисона в пригороде Ньюбери, подразделение ответственное за медиа операции дислоцируется в Лондоне.

## Структура
В состав бригады входят:
- Штаб
- Группа медиаопераций[англ.] (MOG) — резервисты и волонтёры, осуществляющие участие бригады в СМИ на национальном и международном уровнях, организацию пресс-центров и пресс-конференций, а также интервью в СМИ[3].
- 15-я группа психологических операций (15 POG), созданная ещё в 1991 году. Ранее была в составе 1-й бригады военной разведки. Численность — 150 человек.
- Команда обеспечения безопасности и развития (англ. Security Capacity Building Team, SCBT)
- Боевая группа поддержки (англ. Military Stabilisation Support Group, MSSG)[4]

## История
Создана в январе 2015 года на базе Группы обеспечения безопасности, которая, в частности, занималась контролем страниц британских военнослужащих в соцсетях.
Бригада создана в рамках реализации концепции Army 2020, который предусматривает реструктуризацию британских вооружённых сил до 2020 года, в результате которого численность военнослужащих сократится на 82 тысячи человек.
Номер 77-й бригады, её неофициальное название «Чиндиты» (англ. Chindits), а также эмблему (мифический бирманский лев) соединение позаимствовало у «Чиндитов» — подразделения, созданного мятежным генерал-майором Орди Уингейтом в джунглях Бирмы во времена Второй мировой. Та бригада действовала за линией фронта с целью навредить японцам путём организации саботажа и подрывной деятельностью, однако каких-либо заметных успехов так и не имела.
«Присвоение» истории «Чиндитов» для Би-би-си осудил сын солдата того самого подразделения Тони Реддинг: никто не оповестил оставшихся в живых ветеранов о намерении использовать знаки отличия их отряда для нового вида войск, при этом новое соединение, по мнению Реддинга, не имеет ничего общего с воевавшим во Вторую мировую войну и в лучшем случае олицетворяет собой нетрадиционный способ ведения боевых действий.
Бригада введена в действие в апреле 2015 года.